# Ԭ
Dche (Ԭ ԭ, chữ nghiêng: Ԭ ԭ) là một chữ cái trong bảng chữ cái Kirin. Hình dạng của Dche là chữ ghép của hai chữ cái De (Д д Д д) và Che (Ч ч Ч ч).
Dche từng được sử dụng trong bảng chữ cái Kirin cũ của tiếng Komi.

## Sử dụng
Chữ cái này đại diện cho âm /d͡ʑ/. Dche có thể được Latinh hóa thành ⟨đ⟩.
Dche từng được dùng cho tiếng Komi, một ngôn ngữ được nói bởi người Komi, là dân tộc sống chủ yếu ở vùng đông bắc lãnh thổ nước Nga thuộc châu Âu.

## Mã máy tính
| Kí tự               | Ԭ                            | Ԭ                            | ԭ                          | ԭ                          |
| ------------------- | ---------------------------- | ---------------------------- | -------------------------- | -------------------------- |
| Tên Unicode         | CYRILLIC CAPITAL LETTER DCHE | CYRILLIC CAPITAL LETTER DCHE | CYRILLIC SMALL LETTER DCHE | CYRILLIC SMALL LETTER DCHE |
| Mã hóa ký tự        | decimal                      | hex                          | decimal                    | hex                        |
| Unicode             | 1324                         | U+052C                       | 1325                       | U+052D                     |
| UTF-8               | 212 172                      | D4 AC                        | 212 173                    | D4 AD                      |
| Tham chiếu ký tự số | &#1324;                      | &#x52C;                      | &#1325;                    | &#x52D;                    |